# Aberfoyle
Aberfoyle (em gaélico escocês:  Obar Phuill) é uma aldeia no Condado de Registro de Perth e o distrito do governo local de Stirling, na Escócia. O assentamento fica 43 quilômetros a noroeste de Glasgow.
A cidade está situada às margens do rio Forth, na base do monte Craigmore (420 metros de altura). Desde 1885, quando o Duque de Montrose construiu uma estrada no lado oriental do Craigmore para ligar a antiga estrada à entrada do desfiladeiro Trossachs, Aberfoyle tornou-se rota alternativa para Trossachs e Loch Katrine; esta estrada, conhecida como Duke's Road ou Duke's Pass, foi aberta ao público em 1931, quando a Comissão Florestal adquiriu o terreno.
O Loch Ard, cerca de três quilômetros a oeste de Aberfoyle, situa-se a 40 metros acima do nível médio do mar. Tem cinco quilômetros de comprimento (incluindo a faixa estreita na extremidade leste) e um quilômetro e meio de largura. Na extremidade oeste fica Eilean Gorm (a ilha verde), e próximo à margem noroeste está a queda de água de Ledard. Dois quilômetros a noroeste fica o Loch Chon, 90 metros de altitude, dois quilômetros de comprimento, e um quilômetro e meio de largura. Ele escoa pelo rio Avon Dhu até o Loch Ard, que escoa por sua vez, pelo rio Forth.

## Indústria
As pedreiras de ardósia, que operavam no monte Craigmore desde a década de 1820 até a década de 1950, agora estão desativadas; foram o principal meio industrial de Aberfoyle. Outras atividades incluíram uma ferraria, fundada na década de 1720, bem como a fiação de lã e uma fábrica de algodão.
A partir de 1882, a aldeia foi servida pela estação ferroviária de Aberfoyle, o trecho final da ferrovia Strathendrick e Aberfoyle, que seguia até Glasgow via Dumbarton ou Kirkintilloch. A estação foi fechada ao tráfego de passageiros em 1951, e os serviços restantes de carga cessaram em 1959.
As indústrias acima encerraram suas atividades desde então, e Aberfoyle é mantida principalmente pela indústria florestal e pelo turismo.

## Turismo
No começo os visitantes foram atraídos a Aberfoyle e áreas vizinhas após a publicação do poema narrativo A Dama do Lago, de Sir Walter Scott em 1810. O poema descreve a beleza de Loch Katrine.
Aberfoyle se denomina A Porta de Entrada para os Trossachs, e sua localização facilita aos visitantes acessarem as atrações como o Loch Lomond e o Priorado de Inchmahome, no lago de Menteith. Um posto de informação turística dirigido pela VisitScotland situado no centro da cidade, oferece informação gratuita, venda de suvenirs e atua como uma central de reservas para muitos dos locais de hospedagem domiciliar e hotéis.
O Aberfoyle Golf Club foi construído em 1860 e está situado bem ao sul da cidade, perto do restaurante Rob Roy. Aberfoyle também faz parte do Loch Lomond and The Trossachs National Park.
Aberfoyle também é sede do maior campo de aventura da Go Ape, no Reino Unido, com a mais longa tirolesa do país.

## Figuras históricas
Aberfoyle tem ligações com muitas figuras históricas, como Rob Roy e Maria I da Escócia. Rob Roy nasceu nas proximidades do Loch Katrine, e o seu bem conhecido hábito de roubar gado trouxe-o para as cercanias de Aberfoyle. Atualmente há uma árvore na aldeia, que contam ter Rob Roy subido nela e se escondido para escapar das garras da lei. Também, Maria I da Escócia, visitou muitas vezes o Priorado de Inchmahome, nas proximidades, quando era criança, e durante seu curto reinado. Ela também se hospedou no priorado, especialmente em 1547, onde se sentia protegida do Exército inglês.
No entanto, a mais histórica personagem local é o reverendo Robert Kirk, nascido em 1644. Foi o reverendo Kirk, que providenciou a primeira tradução em gaidhlig do Livro de Salmos, porém, é mais lembrado pela publicação de seu livro The Secret Commonwealth of Elves, Fauns, and Fairies em 1691. Kirk fez uma pesquisa por muito tempo sobre fadas, e recolheu em seu livro vários relatos pessoais e histórias de pessoas que alegavam tê-las visto. Foi após isto, quando Kirk era ministro da paróquia de Aberfoyle, que morreu em circunstâncias incomuns.
Kirk por muito tempo acreditou que o local Doon Hill (ou Fairy Knowe como é mais conhecido), era a porta de entrada para a "Comunidade Secreta", ou a terra das fadas. Era um lugar onde Kirk visitava frequentemente, fazendo caminhadas diárias de lá até sua mansão. A história diz que as fadas de Doon Hill estavam irritadas com o reverendo Kirk por ele ter ido até o domínio da corte de Unseelie, onde tinha sido avisado para não ir, e decidiram prendê-lo em Doon Hill. Em uma noite de maio de 1692, o reverendo Kirk saiu para uma caminhada até o morro, apenas de camisola. Alguns relatos afirmam que ele simplesmente desapareceu, ou que subitamente desmaiou. Foi encontrado e trazido para casa, mas morreu logo depois. Foi sepultado no jardim de sua própria casa, embora as lendas locais afirmem que as fadas retiraram seu corpo, e o caixão contém apenas pedras. Dizem que o enorme pinheiro que se encontra no alto da Doon Hill contém o espírito aprisionado de Kirk.
O primo de Kirk, Graham de Duchray, afirmou que o espectro de Kirk visitou-o durante a noite, e disse-lhe que tinha sido levado pelas fadas. Tendo deixado sua viúva, esperando um filho, o espectro de Kirk disse a Graham que ele apareceria no batismo da criança, e que Graham deveria jogar uma faca de ferro na aparição, libertando Kirk das garras das fadas. Porém, quando o espectro de Kirk apareceu, Graham ficou aparentemente tão chocado com a visão que não atirou a faca, e o fantasma de Kirk desapareceu para sempre.
Hoje em dia, os visitantes em Doon Hill escrevem seus pedidos em pedaços de seda branca, ou outro pano branco, e os amarram nos galhos das árvores para que as fadas os atendam. Diz-se também que, se correr sete vezes em volta do grande pinheiro, as fadas aparecerão.